# 东北柳叶菜
东北柳叶菜（学名：Epilobium ciliatum），为柳叶菜科柳叶菜属下的一个种。